# 毛腿吸血蝠属
毛腿吸血蝠屬（学名：Diphylla）为哺乳綱、翼手目、葉口蝠科的一屬。而與毛腿吸血蝠屬同科的動物有長腿蝠屬（麗長腿蝠）、白翼吸血蝠屬、吸血蝠屬等數種哺乳動物。

## 下属物种
本属包括以下物种：
- Diphylla centralis Thomas, 1903
- 毛腿吸血蝠 Diphylla ecaudata Spix, 1823